# Pteragogus enneacanthus
Pteragogus enneacanthus là một loài cá biển thuộc chi Pteragogus trong họ Cá bàng chài. Loài này được mô tả lần đầu tiên vào năm 1853.

## Từ nguyên
Từ định danh của loài trong tiếng Latinh có nghĩa là "có chín gai", hàm ý đề cập đến 9 gai ở vây lưng của loài này, so với 10 gai ở các loài còn lại trong chi.

## Phạm vi phân bố và môi trường sống
P. enneacanthus có phạm vi phân bố ở Tây Thái Bình Dương. Loài này được ghi nhận trên hầu hết vùng biển của các quốc gia thuộc Đông Nam Á hải đảo; phía bắc trải dài đến bờ biển Nam Trung Quốc; xa nhất ở phía đông là đến Tonga, bao gồm một số đảo quốc, quần đảo thuộc châu Đại Dương; phía nam trải dài dọc theo bờ biển Đông Úc.
P. enneacanthus sống trong nhiều môi trường khác nhau, gần các rạn san hô ven bờ đến vùng biển ngoài khơi, hoặc ở những khu vực có nhiều tảo biển, bọt biển và thủy tức ở độ sâu đến 64 m.

## Mô tả
P. enneacanthus có chiều dài cơ thể tối đa được ghi nhận là 15 cm. Loài này có thể chuyển đổi màu sắc cơ thể để ngụy trang cho thích hợp với môi trường sống.
Cá trưởng thành có màu đỏ nâu lốm đốm các vệt trắng và các đường sọc trắng dọc theo chiều dài cơ thể ở hai bên thân; có các đốm nâu dọc theo đường bên. Đốm màu sẫm được viền vàng trên nắp mang là đặc điểm để xác định các loài Pteragogus. Dưới mắt có các vệt xanh lam, sau mắt và trên gáy chi chít những chấm màu nâu. Vây đuôi bo tròn. Vây bụng ngắn, không chạm tới gốc vây hậu môn.
Hai gai vây lưng đầu tiên vươn dài ở cá đực, so với 4 gai đầu tiên ở Pteragogus cryptus và Pteragogus guttatus.
Số gai ở vây lưng: 9; Số tia vây ở vây lưng: 11; Số gai ở vây hậu môn: 3; Số tia vây ở vây hậu môn: 9; Số tia vây ở vây ngực: 13; Số gai ở vây bụng: 1; Số tia vây ở vây bụng: 5; Số vảy đường bên: 24.

## Hành vi và tập tính
P. flagellifer thường ẩn mình giữa các rạn san hô và trong các bụi tảo. Loài này hiếm khi rời khỏi nơi ẩn nấp, và nếu phải rời đi, chúng sẽ quan sát kỹ xung quanh trước để đảm bảo an toàn rồi di chuyển thật nhanh chóng.